# Marco Aurélio Garcia
Pour les articles homonymes, voir Aurelio et García.
 (juillet 2017).
Si vous disposez d'ouvrages ou d'articles de référence ou si vous connaissez des sites web de qualité traitant du thème abordé ici, merci de compléter l'article en donnant les références utiles à sa vérifiabilité et en les liant à la section « Notes et références ».
Marco Aurélio Garcia, né le 22 juin 1941 à Porto Alegre et mort le 20 juillet 2017 à Sao Paulo, est un homme politique brésilien, membre du Parti des travailleurs (PT).
Il occupe le poste de conseiller spécial aux affaires internationales sous les présidences de Luiz Inácio Lula da Silva et de Dilma Rousseff entre 2006 et 2016. Il est également connu sous l'acronyme MAG.

## Biographie
Marco Aurélio Garcia est titulaire d'un diplôme en philosophie et de droit à l'université fédérale du Rio Grande do Sul et d'un diplôme du département d'histoire de l'université d'État de Campinas (Unicamp).
Entre 1970 et 1979, il vit en exil au Chili et en France. Après l'amnistie, il retourne au Brésil puis collabore à la fondation du Parti des travailleurs. Il est secrétaire à la Culture dans les villes de Campinas et São Paulo.
Il est président du Parti des travailleurs en 2006. La même année, il est nommé conseiller spécial aux affaires internationales par le président Luiz Inácio Lula da Silva et demeure en fonction sous Dilma Rousseff, mais après la destitution de cette dernière en 2016, il doit quitter ses fonctions.

## Controverse
Marco Aurélio Garcia a gagné une grand notoriété en 2007 lorsque la chaîne de télévision brésilienne Rede Globo l'a surpris faisant un geste obscène en regardant un reportage à la télévision. La scène a été filmée à travers la fenêtre de son bureau au palais présidentiel, au moment même où un bulletin de nouvelles signalait la découverte d'un possible problème technique dans l'Airbus A320 accidenté du vol 3054 TAM. À l'époque, la presse a interprété le geste comme une réaction de joie d'apprendre des nouvelles qui auraient pu disculper le gouvernement fédéral dans l'accident qui a tué 200 personnes.
Il meurt le 20 juillet 2017, victime d'un infarctus.